# Siódmy syn (film)
Siódmy syn (ang. Seventh Son) – amerykański film fantasy z 2014 roku w reżyserii Siergieja Bodrowa starszego. Luźna adaptacja pierwszego tomu cyklu autorstwa Josepha Delaneya pod tytułem Kroniki Wardstone.

## Fabuła
Mistrz Gregory pokonał przerażającą mateczkę Malkin. Ponieważ wiedźmy nie spalił, powróci ona silniejsza. Mistrz poszukuje następcy do walki ze złem. Jego wybór pada na Toma, którego jednak musi wiele nauczyć.

## Obsada
- Jeff Bridges – mistrz Gregory
- Ben Barnes – Tom Ward
- Julianne Moore – mateczka Malkin
- Alicia Vikander – Alice Deane
- Antje Traue – Bony Lizzie
- Olivia Williams – Mam Ward
- John DeSantis – Tusk
- Kit Harington – Mr. Bradley
- Djimon Hounsou – Radu
- Jason Scott Lee – Urag

## Odbiór

### Box office
Budżet filmu jest szacowany na 95 milionów dolarów. W Stanach Zjednoczonych i w Kanadzie film zarobił ponad 17 mln USD. W innych krajach przychody wyniosły ponad 93 mln, a łączny przychód ponad 110 mln dolarów.

### Krytyka w mediach
Film spotkał się z bardzo negatywną reakcją krytyków. W serwisie Rotten Tomatoes 11% z 116 recenzji jest pozytywne, a średnia ocen wyniosła 3.7/10. Na portalu Metacritic średnia ocen z 32 recenzji wyniosła 30 punktów na 100.